# Chilehaus
Chilehaus er en ti-etagers kontorbygning beliggende i Kontorhausviertel i Hamborg, Tyskland. Det er et særligt eksempel på mustensekspressionismen fra 1920'erne. Denne store kantede bygning spænder over gaden Fischertwiete. Bygningen blev designet af den tyske arkitekt Fritz Höger og stod færdig i 1924.

## Design
Chilehaus er berømt for sin top, der minder om et skibsfor, og facaderne, der mødes i en meget skarp vinkel i hjørnet af Pumpen- og Niedernstrasse. Det bedste blik over bygningen er fra øst. På grund af de fremhævede lodrette elementer og de forsænkede øverste etager samt den buede facade på Pumpenstrasse har bygningen på trods af sin enorme størrelse et strejf af lethed.
Bygningen har en armeret betonstruktur og er bygget med 4,8 millioner mørke Oldenburg-mursten. Bygningen er konstrueret på meget vanskeligt terræn, så for at få stabilitet var det nødvendigt at bygge på 16 meter dybe armerede betonstøtter.
Beliggenheden nær Elben nødvendiggjorde en specielt forseglet kælder, og varmeudstyr blev konstrueret i en caisson, der kan flyde inde i bygningen, så udstyret ikke kan blive beskadiget i tilfælde af oversvømmelse.
De skulpturelle elementer i trapperne og på facaden blev leveret af billedhuggeren Richard Kuöhl.
Bygningen er huser en af de få tilbageværende paternostre i verden, der stadig er i brug.

## Historie
Chilehaus blev designet af arkitekten Fritz Höger og opført mellem 1922 og 1924. Den blev bestilt af skibsfartøjsmagnaten Henry B. Sloman, der skabte sin formue fra handel med saltpeter fra Chile, deraf navnet Chilehaus. Omkostningerne ved opførelsen er vanskelige at fastslå, da Chileahus blev opført i perioden med hyperinflation, der ramte Tyskland i begyndelsen af 1920'erne, men anslås at have kostere mere end 10 millioner reichsmark. I øjeblikket tilhører den det tyske ejendomsselskab Union Investment Real Estate AG. Det Hamborg-beliggende Instituto Cervantes er en af lejerne.

## Galleri
- Chilehaus at night
- Aerial view, Kontorhausviertel
- Entrance A - note the Coat of arms of Chile atop the gates.
- Facade details
- A condor, national bird of Chile.
- Ornaments at the tip
- Courtyard

## Eksterne links
- Speicherstadt og Kontorhaus District med Chilehaus / UNESCO officielle hjemmeside
- Chilehaus webcam fra Chilehaus mod Hamborg- Speicherstadt, Elbe Philharmonic Hall og Hamburg Harbour

53°32′54″N 10°00′06″Ø / 53.5482°N 10.0016°Ø